# Nation crie de Nisichawayasihk
La Nation crie de Nisichawayasihk, anciennement appelée la Première Nation de Nelson House, est une bande indienne de la Première Nation crie du Manitoba au Canada. Le nom de la nation Nisichawayasihk signifie « là où trois rivières se rencontrent » en cri faisant référence à la convergence des rivières Burntwood, Footprint et Rat. Elle comprend environ 4 200 membres principalement à Nelson House (en) à environ 80 km à l'ouest de Thompson. Environ 2 500 membres de la nation vivent à Nelson House tandis que le reste ne vivent pas sur une réserve.
Jusqu'en 2005, la communauté de South Indian Lake faisait partie de la Nation crie de Nisichawayasihk, mais ils s'en sont séparés pour former la Nation crie d'O-Pipon-Na-Piwin (en).